# Rasbackstjärns naturreservat
Rasbackstjärns naturreservat är ett naturreservat i Lindesbergs kommun i Örebro län.
Området är naturskyddat sedan 2022 och är 25 hektar stort. Reservatet ligger sydväst om Kopparberg och består av grandominerad barrblandskog, även södra delen av Rasbackstjärnen ingår.